# 経種廉彦
経種 廉彦（いだね やすひこ、1962年（昭和37年）5月9日 - 2014年（平成26年）7月17日）は、日本の声楽家（テノール）、オペラ歌手、音楽教育者。

## 人物・来歴
島根県松江市出身。島根県立松江北高等学校卒業。高校時代は合唱部に所属し、合唱部の顧問でもあった勝部俊行（現：島根県合唱連盟理事長・NPO法人松江音楽協会理事）に声楽を師事し、その後、勝部の紹介で森山俊雄（？ - 2013年）に師事する。森山の門下からは、栗山文昭（合唱指揮者）、福島明也（バリトン）、錦織健（テノール）、田中誠（テノール）、妻屋秀和（バス）ほか、錚々たる音楽家が輩出されている。
東京芸術大学音楽学部声楽科卒業。1988年（昭和63年）同大学大学院修了。文化庁オペラ研修所第7期修了。須賀靖和、原田茂生、黒田清、Ｕ．ガルディーニに師事。1991年（平成3年）より文化庁芸術家在外研修員としてイタリア、ミラノに留学。Ｃ．メリチャーニのもとで研鑽を積む。
多数のプロダクションのオペラに出演し、古典から現代まで幅広いレパートリーにおいて第一線のテノール歌手として活躍。新国立劇場におけるこどものためのオペラ劇場『ジークフリートの冒険』主役ジークフリート役では、スーパーヒーローとして日本のオペラ普及に大きく貢献した。他にも数々の主演を務めるなど、日本のオペラには欠かせない存在として、歴代芸術監督、キャスト、スタッフからの絶大の信頼を集めていた。演出を務めた作品もある。コンサートソリストとしても数多くの舞台を踏んでおり、著名な指揮者やオーケストラと共演している。リサイタルにも積極的で、ソロリサイタル、オペラガラコンサートなどに出演した。また、地元である山陰地方の文化振興にも尽くした。
音楽教育者としても、国立音楽大学准教授、東京音楽大学講師として後進の指導に力を注いだ。
アマチュアに対しても関わりがあり、緑会合唱団（東京大学・お茶の水女子大学・日本女子大学を中心とした合唱サークル）のヴォイストレーナーを務めていた。
2001年（平成13年）山陰中央新報の『羅針盤』に1年間コラムを執筆。二期会会員。

### ジークフリートの死
2014年（平成26年）7月17日、すい臓がんのため東京都小平市の自宅で死去。52歳没。これから円熟期を迎え、更なる活躍が嘱望される一人であり、2014年度（平成26年度）高校生のためのオペラ鑑賞教室・関西公演『夕鶴』（尼崎・あましんアルカイックホール）与ひょう、及び『さまよえるオランダ人』（演奏会形式）エリックにも出演の予定であった。新国立劇場からも「私どももたいへん悲しく、残念でなりません」とメッセージが寄せられている。日本オペラ界にとって大きな喪失であり、きわめて惜しまれる早逝であった。
経種逝去後の2015年（平成27年）5月6日、松江市総合文化センター プラバホールにて「経種廉彦追悼コンサート」が開催された。同年7月12日および24日にも松江市法吉公民館で経種を偲ぶコンサートが開催されている。また、同年12月、その死を悼み「松江プラバ音楽コンクール」に「経種廉彦賞」が創設された。

### 家族・親族
- 妻：経種美和子 - ピアニスト[19]

## 出演歴（演出を含む）
※特に引用のないものは昭和音楽大学オペラ情報センターの記録による。他は現認できたもののみを記した。なお、1999年（平成11年）の島根県PR誌『シマネスクNo.32』における経種の寄稿の中で「僕は松江で毎年のように演奏の機会を与えていただき帰郷する機会にめぐまれている」と記され、過去に松江市法吉公民館コンサートがあった記載もあるため、他にも松江での演奏歴があると思われる。また、下記の他に、 プッチーニ『グロリア・ミサ』の出演経験があるという。
1. 1985年7月13日（2回公演）東京オペラ・プロデュース第25回定期公演 ブリテン『カーリュウ・リヴァー』修道士 指揮:三沢洋史 草月ホール
2. 1990年 モーツァルト劇場[22]『後宮からの逃走』ベルモンテ[23]（公式デビュー）
3. 1992年9月27日 東京二期会オペラ劇場 ヨハン・シュトラウス2世『こうもり』ゲスト歌手 指揮:松尾葉子 新宿文化センター大ホール
4. 1993年3月3日 東京二期会オペラ劇場 ヴェルディ『シモン・ボッカネグラ』隊長 指揮:トゥリオ・コラチョッポ 東京文化会館
5. 1993年4月21日 NHK交響楽団 リヒャルト・シュトラウス『サロメ』（演奏会形式）ナザレ人 指揮:ハンス・ドレヴァンツ NHKホール[24]
6. 1993年5月29日 東京二期会オペラ劇場 モンテヴェルディ『ポッペアの戴冠』ヴァレット 指揮:福森湘 Bunkamura オーチャードホール
7. 1993年9月9日 東京オペラ・プロデュース第45回定期公演 モーツアルト『魔笛』タミーノ 指揮:原田茂生 かつしかシンフォニーヒルズ 大ホール
8. 1994年9月28、29、30日 東京二期会オペラ劇場 ロンバーグ 『学生王子』カール・フランツ[アンダースタディ]・マッテオ（29日） 指揮:飯森範親 Bunkamura オーチャードホール
9. 1995年2月26日 松江市民オペラ 池辺晋一郎『耳なし芳一』芳一 指揮:池辺晋一郎 松江市総合文化センター プラバホール[25]
10. 1995年5月30日 開館記念音楽祭 静岡音楽館ＡＯＩ 1995 間宮芳生『昔噺人買太郎兵衛』次郎作 指揮:天沼裕子 静岡祝祭管弦楽団[26]
11. 1995年11月 混声合唱団｢樹林｣ 第8回記念定期演奏会 シューベルト『ミサ曲第6番』/モニューシコ『オストロブラムスカの連帝』指揮:ヴォルツディーター・マウラー 東京ハルモニア室内オーケストラ 虎ノ門ホール[27]
12. 1995年12月2、3日 こまがねオペラ第二弾 池辺晋一郎『おしち』（初演）指揮:池辺晋一郎 駒ヶ根市文化センター[25]
13. 1995年12月16日 長岡交響楽団第30回定期演奏会 モーツアルト『戴冠式ミサ曲』指揮:堤俊作 長岡市立劇場 大ホール[28]
14. 1996年2月26日 東京室内歌劇場27期第85回公演 間宮芳生『昔噺人買太郎兵衛』次郎作 指揮:間宮芳生 俳優座劇場
15. 1996年3月30日 水戸芸術館開館5周年記念企画 原嘉壽子『さんせう太夫』（初演）正道 指揮:星出豊 水戸芸術館ACM劇場
16. 1996年6月21日 東京室内歌劇場28期第86回公演 原嘉壽子『さんせう太夫』正道 指揮:福森湘 パナソニック・グローブ座
17. 1996年10月25日 文化庁芸術家在外研修30周年 オペラ研修所20周年記念公演 秋、華ひらく3つのオペラ 原嘉壽子『祝い歌が流れる夜に』中川義男 指揮:星出豊 新宿文化センター
18. 1996年11月3、4日 ニッセイ・オペラ・シリーズ’96 オネゲル『火刑台上のジャンヌ・ダルク』豚（裁判官）[6] 指揮:若杉弘 日生劇場
19. 1996年11月11、13日 青少年のための「日生劇場オペラ教室」第18回公演 團伊玖磨『夕鶴』与ひょう 指揮:團伊玖磨、 時任康文 日生劇場
20. 1997年3月2日 東京室内歌劇場28期第88回公演 モンテヴェルディ『花盛羅馬恋達引（はなのろおまこいのたてひき）ポッペアの戴冠』ヴァレット 指揮:若杉弘 Bunkamura シアターコクーン
21. 1997年9月27日 北海道交響楽団'97トヨタコミュニティコンサートin札幌 プッチーニ『トスカ』（演奏会形式）カヴァラドッシ 札幌コンサートホール Kitara[29]
22. 1997年10月25日 '97トヨタコミュニティーコンサートin静岡 ビゼー『カルメン』ハイライト ドン・ホセ 指揮:黒岩英臣 静岡フィルハーモニー管弦楽団 静岡市民文化会館大ホール
23. 1997年11月6、7、10日 日生劇場オペラ教室第19回公演 モーツアルト『後宮よりの逃走』ベルモンテ 指揮:手塚幸紀 日生劇場
24. 1997年11月22、23、24、26、27、29、30日 新国立劇場 開場記念公演 ワーグナー『ローエングリン』4人のブラバンドの貴族 指揮:若杉弘 新国立劇場オペラ劇場
25. 1997年12月17日 東京室内歌劇場29期第90回公演 ヒンデミット『ロング・クリスマス・ディナー』チャールズ 指揮:千葉芳裕 パナソニック・グローブ座
26. 1998年8月30日（2回公演）駒ヶ根音楽文化協会 池辺晋一郎『おしち』吉三郎 指揮:池辺晋一郎 新国立劇場オペラ劇場[25]
27. 1998年9月20、23日 新国立劇場 1998/1999シーズン リヒャルト・シュトラウス『アラベッラ』エレメル伯 指揮:若杉弘 新国立劇場オペラ劇場
28. 1998年10月14日 ニュー・オペラ・プロダクション第8回公演 間宮芳生『昔噺 人買太郎兵衛』次郎作 指揮:樋本英一 セシオン杉並ホール
29. 1998年11月22、25日 日生劇場開場35周年／B.ブレヒト生誕100年記念公演 クルト・ヴァイル ラジオ・カンタータ『リンドバークの飛行（大洋横断飛行）』飛行士[テノール] 指揮:ビクター・シモネッティ 日生劇場
30. 1999年3月27、29日 東京室内歌劇場30期第94回公演 ヴォルフガング・リーム『狂ってゆくレンツ』（日本初演）カウフマン 指揮:若杉弘 新国立劇場小劇場
31. 1999年5月 ラフカディオ・ハーン原作 一人芝居オペラ 川本哲『梅津忠右衛門伝』松江市総合文化センター プラバホール[21]
32. 1999年7月 荒川区民オペラ 第2回"夏の演奏会" 菅原明朗『葛飾情話』（日本初蘇演・演奏会形式）[30]西村太郎[31] サンパール荒川
33. 1999年8月30日 サマーフェスティバル1999 20世紀の音楽名曲展 シェーンベルク『グレの歌』指揮:秋山和慶 東京交響楽団他 サントリーホール大ホール[32]
34. 1999年10月16日 東京二期会オペラ劇場 モーツアルト『コジ・ファン・トゥッテ』フェッランド 指揮:ジェームズ・ロックハート 東京芸術大学奏楽堂
35. 1999年11月14日 静岡交響楽団 第22回定期演奏会 ベートーヴェン『第九 』指揮:堤俊作 静岡市民文化会館大ホール[33]
36. 2000年2月8、9日 新国立劇場オペラ研修所 第１期生 発表公演 モーツアルト『ドン・ジョヴァンニ』ドン・オッターヴィオ（賛助出演） 指揮:星出豊 新国立劇場中劇場
37. 2000年3月15日 東京室内歌劇場31期第96回公演 チマローザ『秘密の結婚』パオリーノ 指揮:若杉弘 紀尾井ホール
38. 2000年4月13、16日 新国立劇場 1999/2000シーズン リヒャルト・シュトラウス『サロメ』5人のユダヤ人1 指揮:若杉弘 新国立劇場オペラ劇場
39. 2000年 八雲会主催 ハーン生誕150年記念ギリシャ 親善訪問 ラフカディオ・ハーン原作 一人芝居オペラ 川本哲『梅津忠右衛門伝』ギリシャ レフカダ（ラフカディオ・ハーンの生誕地）[34]
40. 2000年12月23、25日 新国立劇場小劇場オペラ＃3 - ダブル・ビル ウェーバー『アブ・ハッサン』アブ・ハッサン、アルベルト・ロルツィング『オペラの稽古』アドルフ 指揮:三澤洋史 新国立劇場小劇場
41. 2001年3月10日 21世紀を担う2人の歌手 森麻季＆経種廉彦の愛の二重唱 解説:三枝成彰 はまぎんホール ヴィアマーレ[35]
42. 2001年3月14日 二期会 別宮貞雄『有間皇子』中大兄皇子・守君大石 指揮:若杉弘 Bunkamura オーチャードホール
43. 2001年7月13、15日 二期会創立50周年記念公演 ヴェルディ『ファルスタッフ』バルドルフォ 指揮:ピエール・モルジョ・モランディ 東京文化会館大ホール
44. 2001年8月27、28日 国際交流基金主催 團伊玖磨『夕鶴』与ひょう 指揮:現田茂夫 ウズベキスタン タシュケント 国立ナヴォイ・オペラ・バレエ劇場[36]
45. 2001年9月2、3日 国際交流基金主催 團伊玖磨『夕鶴』与ひょう 指揮:現田茂夫 カザフスタン アルマトイ アベイオペラハウス[36]
46. 2001年9月26、27日 青少年のための「日生劇場オペラ教室」第22回公演 團伊玖磨『夕鶴』与ひょう 指揮:現田茂夫 日生劇場
47. 2001年11月4日 びわ湖ホール プロデュースオペラ - びわ湖ホール・ヴェルディ・フェスティバル第5弾 -  ヴェルディ『アッティラ』フォレスト 指揮:若杉弘 びわ湖ホール大ホール
48. 2001年12月16日 第20回県民手づくり『第九』コンサートin島根 ベートーヴェン『第九』指揮:長岡愼 第九をうたう会オーケストラ 島根県民会館大ホール[10]
49. 2002年5月1、4、7、9日 新国立劇場 2001/2002シーズン リヒャルト・シュトラウス『サロメ』5人のユダヤ人1 指揮:児玉宏 新国立劇場オペラ劇場
50. 2002年5月29日 東京室内歌劇場34期第100回記念公演 アントニーオ・サリエリ『ファルスタッフ（または3つのいたずら）』フォード氏 指揮:千葉芳裕 紀尾井ホール
51. 2002年6月23日 JOC 『オリンピックコンサート2002』－燃えあがる夢に向かって－ デ・クルティス『帰れ、ソレントへ』、ミュージカル『ラ・マンチャの男』より『見果てぬ夢』等 指揮:円光寺雅彦 東京フィルハーモニー交響楽団 NHKホール
52. 2002年7月20日 二期会創立50周年記念公演・ベルギー王立歌劇場モネ劇場提携 ワーグナー『ニュルンベルクのマイスタージンガー』ダーフィット 指揮:クラウス・ペーター・フロール よこすか芸術劇場
53. 2002年7月2日、8月4日 二期会創立50周年記念公演・ベルギー王立歌劇場モネ劇場提携 ワーグナー『ニュルンベルグのマイスタージンガー』ダーフィット 指揮:クラウス・ペーター・フロール 東京文化会館大ホール
54. 2002年9月1、3日 東京室内歌劇場34期第101回定期公演 ダリウス・ミヨー『哀れな水夫』水夫 指揮:佐藤功太郎 新国立劇場小劇場
55. 2002年11月25、26、27日 青少年のための「日生劇場オペラ教室」第23回東京公演 ビゼー『カルメン』ドン・ホセ 指揮:佐藤正浩 日生劇場
56. 2002年12月13、15日 新国立劇場 2002/2003シーズン リヒャルト・シュトラウス『ナクソス島のアリアドネ』舞踏教師（喜劇の舞踏教師） 指揮:児玉宏 新国立劇場オペラ劇場
57. 2003年2月2、9日 新国立劇場 2002/2003 シーズン リヒャルト・シュトラウス『アラベッラ』マッテオ 指揮:若杉弘 新国立劇場オペラ劇場
58. 2003年3月29日 東京室内歌劇場34期第103回定期公演 吉川和夫『金壺親父恋達引』伜・万七 指揮:若杉弘 シアターアプル
59. 2003年4月20日 経種廉彦リサイタル ピアノ:御邊典一 島根[37]
60. 2003年5月23日 群響定期第400回記念 東京公演 ヴェルディ『ファルスタッフ』（演奏会形式）バルドルフォ 指揮:高関健 群馬交響楽団 すみだトリフォニーホール大ホール
61. 2003年5月25日 群馬交響楽団第400回定期演奏会 ヴェルディ『ファルスタッフ』（演奏会形式）バルドルフォ 指揮:高関健 群馬音楽センター
62. 2003年6月10、12日 東京室内歌劇場35期第104回定期公演 アンドレ・プレヴィン『欲望という名の電車』ハロルド・ミッチェル（ミッチ） 指揮:若杉弘 新国立劇場中劇場
63. 2003年7月26日 ベートーヴェン『第九』指揮:松岡究 中野区民交響楽団 中野ZERO大ホール[38]
64. 2003年11月23日 日生劇場開場40周年記念特別公演 オペラ ベルク『ルル』画家 指揮:沼尻竜典 日生劇場
65. 2003年12月10日 東京室内声楽アンサンブル ウィンターコンサート ベートーヴェン『第九』指揮:金井敬 東京セントラルフィルハーモニー管弦楽団 第一生命ホール[39]
66. 2004年1月30日、2月1日 新国立劇場 2003/2004シーズン 間宮芳生『鳴神』白雲坊 指揮:秋山和慶 新国立劇場オペラ劇場
67. 2004年2月 世界劇『眠り王』両国国技館[34]
68. 2004年3月 リヒャルト・シュトラウス『サロメ』すみだトリフォニーホール[34]
69. 2004年7月3日 神奈川フィルハーモニー管弦楽団 ベルリオーズ『レリオ、生への復帰』指揮:現田茂夫 神奈川県民ホール[40]
70. 2004年7月18日 東京室内歌劇場36期第108回定期公演 リヒャルト・シュトラウス『インテルメッツォ』（日本初演）ルンマー男爵 指揮:若杉弘 新国立劇場中劇場
71. 2004年8月6、7、8日 新国立劇場こどものためのオペラ劇場 ワーグナー（三澤洋史編曲）『ジークフリートの冒険 - 指環をとりもどせ！』ジークフリート 指揮:三澤洋史 新国立劇場中劇場
72. 2004年10月17日 びわ湖ホールプロデュースオペラ ヴェルディ『十字軍のロンバルディア人』アルヴィーノ 指揮:若杉弘 びわ湖ホール大ホール
73. 2004年11月7日 紀尾井ホール主催公演 シリーズ「歌」Vol.4 ドラマをつくる女性たち  - メゾとアルトの競演今日は私が主役 モーツァルト『フィガロの結婚』より “恋とはどんなものかしら”ほか アルト:伊原直子、メゾソプラノ:郡愛子、テノール:経種廉彦、ピアノ:谷池重紬子[41]
74. 2004年12月12日 第14回 湘南ひらつか『第九』のつどい 指揮:松岡究 神奈川大学管弦楽団 平塚市民センターホール[42]
75. 2004年12月26日 東京交響楽団 東金第九公演 指揮:秋山和慶 東金文化会館[43]
76. 2005年1月8日 東京オペラグループ モーツアルト『フィガロの結婚』バジリオ、ドン・クルツィオ 指揮:佐藤正浩 TOG管弦楽団 アートスフィア（東京）[44]
77. 2005年1月15日 群馬交響楽団 第415回定期演奏会 ラヴェル『スペインの時』（演奏会形式）時計屋の亭主トルケマダ 指揮：高関健 群馬音楽センター[44]
78. 2005年2月10日 東京室内歌劇場36期第110回定期公演 ジョヴァンニ・パイジェッロ『美しい水車小屋の娘 または恋のたけくらべ』ルイジーノ 指揮:若杉弘 紀尾井ホール
79. 2005年2月13日 トヨタコミュニティコンサート オペラアリア抜粋 指揮:大井剛史 宮崎県アマチュアオーケストラ連盟 宮崎県立芸術劇場アイザックスターンホール[45]
80. 2005年2月20日 東京室内歌劇場36期第110回定期公演 ジョヴァンニ・パイジェッロ『美しい水車小屋の娘 または恋のたけくらべ』ルイジーノ 指揮:若杉弘 神奈川県立音楽堂
81. 2005年6月19日 アルファ・オメガ コンサート - 須賀靖和先生を偲んで -  東京文化会館小ホール[46]
82. 2005年7月30・31日・8月1日 新国立劇場こどものためのオペラ劇場 ワーグナー（三澤洋史編曲）『ジークフリートの冒険 - 指環をとりもどせ！』ジークフリート 指揮:三澤洋史 新国立劇場中劇場
83. 2005年9月10日 能『隅田川』＆オペラ『カーリュウ・リヴァー』（演奏会形式）梅若六郎／指揮:新通英洋 豊田市コンサートホール[47]
84. 2005年9月14日 読売日本交響楽団第441回定期演奏会  セルゲイ・タネーエフ カンタータ『詩篇の朗読』指揮: ゲンナジー・ロジェストヴェンスキー サントリーホール大ホール[48]
85. 2005年10月10日 合唱団『アニモKAWASAKI』第7回演奏会 ハイドン『四季』指揮:堀俊輔 東京交響楽団 ミューザ川崎シンフォニーホール[49]
86. 2005年11月2、5日 東京二期会オペラ劇場・ハノーファー歌劇場との国際共同制作 ワーグナー『さまよえるオランダ人』舵手 指揮:エド・デ・ワールト 東京文化会館大ホール
87. 2005年11月19日 ミューザ川崎シンフォニーオペラ ビゼー『カルメン』（ハイライト）ドン・ホセ 指揮:ユベール・スダーン 東京交響楽団 ミューザ川崎シンフォニーホール[44]
88. 2005年12月4日 江戸川鶴岡交流合唱団 第10回交流演奏会 オルフ『カルミナ・ブラーナ』指揮:船橋洋介 東京ユース・フィルハーモニー交響楽団 鶴岡市文化会館[50]
89. 2005年12月7日 東京二期会オペラ劇場・ハノーファー歌劇場との国際共同制作 ワーグナー『さまよえるオランダ人』舵手 指揮:沼尻竜典 愛知県芸術劇場大ホール
90. 2006年2月17、19日 新国立劇場 2005/2006シーズン 三木稔『愛怨』大野浄人 指揮:大友直人 新国立劇場オペラ劇場
91. 2006年5月31日  東京交響楽団地域文化公演 ベートーヴェン『第九』指揮:飯森範親 池田市民文化会館 アゼリアホール[43]
92. 2006年6月1日 東京交響楽団地域文化公演 ベートーヴェン『第九』指揮:飯森範親 阿南市市民会館[43]
93. 2006年6月2日 東京交響楽団地域文化公演 ベートーヴェン『第九』指揮:飯森範親 三好市池田総合体育館 メインアリーナ[51][43]
94. 2006年6月3日 東京交響楽団地域文化公演 ベートーヴェン『第九』指揮:飯森範親 徳島文理大学むらさ きホール[43]
95. 2006年6月4日 おどる国文祭プレイベント「第28回日本文化デザイン会議’06 in とくしま」サポーターズイベント－第25回ベートーベン『第九』交響曲演奏会－ 指揮:飯森範親 徳島交響楽団 鳴門市文化会館[52]
96. 2006年6月27日 東京都交響楽団 ストラヴィンスキー『プルチネルラ』指揮:ジョアン・ファレッタ ソプラノ:半田美和子、テノール:経種廉彦、バリトン:福島明也 東京文化会館[53]
97. 2006年8月23日 東京室内歌劇場38期第113回定期公演 アンドレ・プレヴィン『欲望という名の電車』ハロルド・ミッチェル（ミッチ） 指揮:若杉弘 新国立劇場中劇場
98. 2006年9月16、18日 東京二期会オペラ劇場 モーツアルト『フィガロの結婚』ドン・バジリオ 指揮:マンフレート・ホーネック Bunkamura オーチャードホール
99. 2006年10月20、22、25、28、30日 新国立劇場 2006/2007シーズン モーツアルト『イドメネオ』アルバーチェ 指揮:ダン・エッティンガー 新国立劇場オペラ劇場
100. 2006年12月2日 東京交響楽団創立60周年記念 ヤナーチェク『マクロプロスの秘事』ヤネク 指揮:飯森範親 サントリーホール大ホール
101. 2006年12月3日 東京交響楽団創立60周年記念 ヤナーチェク『マクロプロスの秘事』ヤネク 指揮:飯森範親 ミューザ川崎シンフォニーホール
102. 2006年 フロイデ合唱団 ベートーヴェン『第九』指揮:外山雄三 大阪センチュリー交響楽団 ザ・シンフォニーホール[54]
103. 2006年12月 神戸フロイデ合唱団 第39回『第九』の夕べ 指揮:外山雄三 大阪センチュリー交響楽団 兵庫県立芸術文化センター 大ホール[55]
104. 2007年3月11日 江戸川鶴岡交流合唱団 第11回交流演奏会 オルフ『カルミナ・ブラーナ』指揮:船橋洋介 東京ユニバーサル・フィルハーモニー管弦楽団 江戸川区総合文化センター[50]
105. 2007年6月6、9、12、15、17、20日 リヒャルト・シュトラウス『ばらの騎士』ファーニナル家の執事 指揮:ペーター・シュナイダー 新国立劇場オペラ劇場
106. 2007年6月7日 東京グレイス会チャリティーコンサート ソプラノ:澤畑恵美、テノール:経種廉彦、マリンバ:池上英樹 パークハイアット東京[56]
107. 2007年8月3日 第22回松江プラバ音楽祭 経種廉彦と仲間たち ビゼー『カルメン』松江市総合文化センター プラバホール
108. 2007年8月31日 コンサート・シリーズ【モーツァルトの美意識を探る】宮城県同調会 仙台市青年文化センターコンサートホール[57]
109. 2007年9月1日 コンサート・シリーズ【モーツァルトの美意識を探る】北海道同調会 札幌市生涯学習センターちえりあホール[57]
110. 2007年9月21日 東京音楽大学 創立100周年紀念 オペラ公演 モーツアルト『フィガロの結婚』バシリオ 指揮:広上淳一 東京文化会館大ホール[58]
111. 2007年10月25日 東京二期会2Days in 名古屋 90分一本勝負の夜 経種廉彦、高野二郎、成田博之、福島明也、池田直樹 ピアノ:河原忠之 しらかわホール[59]
112. 2007年12月15日 高崎第九合唱団 第34回演奏会 －2007－ ベートーヴェン『第九』指揮:工藤俊幸 群馬交響楽団 群馬音楽センター[60]
113. 2008年3月14、15日 東京室内歌劇場39期第119回定期公演 フィリップ・グラス『流刑地にて』（日本初演）旅行者 指揮:中川賢一 新国立劇場小劇場
114. 2008年6月22、25、28、30日、7月3、6日 佐渡裕芸術監督プロデュース2008 レハール『メリー・ウィドウ』カミーユ・ド・ロシヨン 指揮:佐渡裕 兵庫県立芸術文化センター KOBELCO 大ホール
115. 2008年7月25、26、27日 新国立劇場こどものためのオペラ劇場 ワーグナー（三澤洋史編曲）『ジークフリートの冒険 - 指環をとりもどせ！』ジークフリート 指揮:三澤洋史 新国立劇場中劇場（プレイハウス）
116. 2008年10月1、4、7、10、13、15日 新国立劇場 2008/2009 シーズン プッチーニ『トゥーランドット』パン 指揮:アントネッロ・アッレマンディ 新国立劇場オペラパレス
117. 2008年10月26日 出雲神在月 第1回 市民芸術文化の祭典「オペラへのお誘い」『フィガロの結婚』ハイライト『椿姫』ハイライト 福島明也、経種廉彦 出雲市民文化会館大ホール[61]
118. 2008年12月7日 リリア第九演奏会 ベートーヴェン『第九』指揮:西本智実 東京交響楽団 川口総合文化センター リリア[62]
119. 2009年5月16日 いずみホール・オペラ - 岩田達宗プロデュース -  ブリテン『カーリュウ・リヴァー』狂女 指揮:高関健 いずみホール
120. 2009年6月26、28日 新国立劇場 2008/2009シーズン 清水脩『修善寺物語』かえでの婿春彦 指揮:外山雄三 新国立劇場中劇場（プレイハウス）
121. 2009年7月24、25、26日 新国立劇場こどものためのオペラ劇場 ワーグナー（三澤洋史編曲）『ジークフリートの冒険 - 指環をとりもどせ！』ジークフリート 指揮:三澤洋史 新国立劇場中劇場（プレイハウス）
122. 2009年9月4日 コンサート・シリーズ【モーツァルトの美意識を探る】福岡県同調会 北九州市立響ホール[57]
123. 2009年9月5日 コンサート・シリーズ【モーツァルトの美意識を探る】熊本県同調会 熊本県立劇場コンサートホール[57]
124. 2009年10月4日 びわ湖大津秋の音楽祭 沼尻竜典オペラセレクション ベルク『ルル』画家・黒人 指揮:沼尻竜典 びわ湖ホール大ホール
125. 2009年11月5日 東京ユニバーサル・フィルハーモニー管弦楽団 第26回定期演奏会 ハイドン『四季』指揮:三石精一 東京芸術劇場[63]
126. 2009年11月17日 B→C バッハからコンテンポラリーへ116 小谷口直子（クラリネット）テノール:経種廉彦、ピアノ:小山京子 東京オペラシティリサイタルホール[64]
127. 2009年11月22日 第23回県民による第九・米子公演 ベートーヴェン『第九』指揮:松岡究 県民による第九オーケストラ 米子市公会堂 大ホール[65]
128. 2010年2月11日 東京都港区文化芸術フェスティバル ヴェルディ『椿姫』アルフレード 音楽監督:北村晶子 メルパルク東京[66]
129. 2010年2月27日 TEPCO・一万人コンサート 18th 芸術総監督:なかにし礼 /作曲・音楽監督:小六禮次郎『真説・山椒太夫 世界劇 黄金の刻(とき)  - 愛と永遠の絆 - 』厨子王 日本武道館[67]
130. 2010年3月22日 出雲の春音楽祭2010 出雲オペラ『椿姫』ハイライト公演 アルフレード 指揮:石橋久和 ビッグハート出雲[68]
131. 2010年4月18日 KAKO Cantante - 歌声よ、天上に響け-大國和子追悼コンサート- カプア『オー・ソレ・ミオ』テノール:経種廉彦 ピアノ:経種美和子 東京文化会館大ホール[69]
132. 2010年6月24、26日 新国立劇場 2009/2010シーズン 池辺晋一郎『鹿鳴館』（世界初演）久雄 指揮:沼尻竜典 新国立劇場中劇場（プレイハウス）
133. 2010年8月15日 ヤッホー！キッズ 第4回チャリティーミーティング 米子コンベンションセンター小ホール（このとき4年連続で出演している）[70]
134. 2010年8月28日 コンサート・シリーズ【モーツァルトの美意識を探る】山梨同調会 山梨県立県民文化ホール小ホール[57]
135. 2010年9月4日 コンサート・シリーズ【モーツァルトの美意識を探る】岐阜県同調会 岐阜県県民ふれあい会館サラマンカホール[57]
136. 2011年2月4、6日 新国立劇場 2010/2011シーズンオペラ 團伊玖磨『夕鶴』与ひょう 指揮:高関健 新国立劇場オペラ劇場（オペラパレス）
137. 2011年4月10、13、19、22日 新国立劇場 2010/2011シーズンオペラ リヒャルト・シュトラウス『ばらの騎士』ファーニナル家の執事 指揮:マンフレッド・マイヤーホーファー 新国立劇場オペラ劇場（オペラパレス）
138. 2011年5月8日 【代替公演：5/8 11:00開演・洗足学園音楽大学 前田ホール】 モーツァルト･マチネ 第5回 『レクイエム』指揮:ユベール･スダーン 東京交響楽団 洗足学園音楽大学 前田ホール
139. 2011年8月14日 混声合唱団「樹林」創立25周年記念 第18回記念定期演奏会  モーツアルト『戴冠ミサ 』指揮:辻秀幸 東京バッハ・カンタータ・アンサンブル 神奈川県立音楽堂[71]
140. 2011年10月15日 二期会ゴールデンコンサート in 津田ホール Vol.35『経種廉彦 テノール』日本歌曲とトスティ歌曲を歌う ピアノ:御邊典一[72]
141. 2011年12月3、4日 松江開府400年博企画 松江市民オペラ 尾形敏幸 『虹の大橋』指揮:今岡正治 経種廉彦:テノール、妻屋秀和:バス 他 松江市総合文化センター プラバホール（大ホール）[73]
142. 2011年12月11日 第20回県民手づくり『第九』コンサートin島根 ベートーヴェン『第九』指揮:松尾昌美 第九をうたう会オーケストラ 島根県民会館大ホール[10]
143. 2011年12月18日 県民芸術劇場公演 第34回習志野第九演奏会 ベートーヴェン『合唱幻想曲』『第九』指揮:現田茂夫 ニューフィルハーモニーオーケストラ千葉 習志野文化ホール[74]
144. 2011年12月23日 佐野第九演奏会 ベートーヴェン『第九』指揮:円光寺雅彦 群馬交響楽団 佐野市文化会館・大ホール
145. 2011年12月29日 TOKYO FM夢の第九コンサート2011 ベートーヴェン『第九』指揮:西本智実 東京フィルハーモニー交響楽団 東京国際フォーラムホールA[75]
146. 2012年1月15日 和光市民合唱団 第19回定期演奏会 モーツアルト『レクイエム』他 指揮:久保田洋 和光市民合唱団＆合奏団 和光市民文化センター サンアゼリア 大ホール[76]
147. 2012年2月15、17、19日 新国立劇場 2011/2012シーズン オペラ 松村禎三『沈黙』モキチ 指揮:下野竜也 新国立劇場中劇場（プレイハウス）
148. 2012年3月11日 町田フィルハーモニー合唱団 第12回演奏会 バッハ『ミサ曲ロ短調』指揮:松井眞之 東京ヴィヴァルディ合奏団 横浜みなとみらい大ホール[77]
149. 2012年5月25日 いずみホール『 - モーツァルトのオペラは管楽器で - フィガロの結婚＆コジ・ファン・トゥッテ＜コンサート形式・ハイライト＞』[78]
150. 2012年6月23日 ル スコアール管弦楽団 第33回演奏会 マーラー『大地の歌 』指揮:大井剛史 杉並公会堂 大ホール[79]
151. 2012年7月29日 福島-Fukushima-復興・復活オペラプロジェクト 加藤昌則『白虎』飯沼貞吉 指揮:佐藤正浩 會津風雅堂[80]
152. 2012年8月20日 鈴木敬介追悼コンサート - オペラ名曲の夕べ -  指揮:秋山和慶、飯守泰次郎、大友直人、現田茂夫、時任康文 東京交響楽団 日生劇場[81]
153. 2012年10月3日 日本フィルハーモニー交響楽団 第352回名曲コンサート ドヴォルジャーク『スターバト・マーテル』指揮:松井慶太 サントリーホール大ホール
154. 2012年10月20日 テノールの日  - 二期会ゴールデンコンサート 寺島尚彦 『さとうきび畑』歌唱 津田ホール[82]
155. 2012年11月3日 経種廉彦プレゼンツ - 学部生オペラPrimo raggioによる -  モーツアルト『Così fan tutte』演出 指揮:小山祥太郎 国立音楽大学新1号館オペラスタジオ
156. 2012年11月23、25日 山形交響楽団 第224回定期演奏会 山響創立40周年記念「ある幽霊船の物語」 ワーグナー『さまよえるオランダ人』（演奏会形式）エリック 指揮:飯森範親 山形テルサホール
157. 2012年12月18日 指揮者・西本智実と5000人のリスナーがつむぐ歓喜の歌『TOKYO FM夢の第九コンサート2012 supported by SUZUKI』ベートーヴェン『第九』指揮:西本智実 日本フィルハーモニー交響楽団 東京国際フォーラム ホールA[83]
158. 2013年3月29日 東京都交響楽団第749回定期演奏会  オルフ『カルミナ・ブラーナ』[84] 指揮: 小泉和裕 サントリーホール大ホール
159. 2013年5月23日 日本脳腫瘍病理学会会長招宴 テノール:経種廉彦、バリトン:立花敏弘、ピアノ:経種美和子 都内ホテル[85]
160. 2013年5月25日 湘南フィルハーモニー合唱団第14回演奏会 ベートーヴェン『ミサ曲ハ長調』指揮:松井眞之 アルト:西明美、テノール：経種康彦、バス:北村哲朗 鎌倉芸術館大ホール[85]
161. 2013年6月23日 オペラ『おしち』ハイライト - 家田紀子プロデュース 池辺晋一郎『おしち』文京シビックホール（小）[86]
162. 2013年8月11日 フェスタサマーミューザ 東京交響楽団フィナーレコンサート 『モーツァルト：オペラ・アリア名曲集』指揮:秋山和慶 ミューザ川崎シンフォニーホール[87]
163. 2013年8月24日 真夏の第九こうとう 2013 ベートーヴェン『第九』指揮:飯守泰次郎 東京シティ・フィルハーモニック管弦楽団 ティアラこうとう[88]
164. 2013年9月20日 青山恵子日本の詩コンサート『小泉八雲の世界』（新宿区後援）ゲスト:経種廉彦 他 東京文化会館 小ホール[89]
165. 2013年10月12日 東京フィルハーモニー交響楽団 ヴェルディ『椿姫』より『乾杯の歌』他 指揮:曽我大介 ソプラノ:安井陽子、テノール:経種廉彦、司会:朝岡聡 東京オペラシティコンサートホール タケミツ・メモリアル[90]
166. 2013年11月3日 オペラ制作団体Primo raggio公演 モーツアルト『魔笛』演出 国立音楽大学新1号館オペラスタジオ
167. 2014年3月9日 びわ湖ホール開館15周年記念 沼尻竜典オペラセレクション コルンゴルト『死の都』（日本舞台初演）パウル役で出演予定であったが直前に降板 指揮:沼尻竜典 滋賀県立芸術劇場びわ湖ホール大ホール
168. 2014年4月11日 平成26年度学部生オペラPrimo raggio新入生歓迎企画 モーツァルト『魔笛』演出 指揮:小山祥太郎 国立音楽大学新1号館オーケストラスタジオ
169. 2014年5月 松江でコンサート予定であったがドクターストップが前々日に決まり降板[91]
170. 2014年6月19、21日 新国立劇場 2013/2014 SEASON 池辺晋一郎『鹿鳴館』久雄役で出演予定であったが直前に降板[8] 指揮:飯森範親 新国立劇場中劇場（プレイハウス）

## 門下生
経種の門下生による「iの会」が組織されており、2010年3月3日には「第4回 経種廉彦クラス声楽発表会」が開催されている。門下生には、川西悠紀、内田千陽、細野真央、岩水美稚子、金山京介、永井秀和、出沼哲、加地笑子、六角実華、岡田美優、和田美樹子、吉田安希、平島ゆりか、岩崎恭男、鈴木えりか、町村彰、小山田萌などがいる。

## エピソード
- 経種の実家は創業200年の老舗 有限会社イダネ畳店[18][109]。弟の経種順治[109]が妻屋秀和と同級生であり、妻屋が高校の合唱部の2年下にいた。会社は順治が継いでいる[5]。
- 大学院2年生までバリトンであった。大学院2年のとき、カルロ・ベルゴンツィの公開講座でヴェルディ『リゴレット 』の“悪魔め、鬼め”を歌ったところ、ベルゴンツィが「みなさんに言っておかなければならないことがある。彼はテノールだ！」と言い、満員の藝大の第一ホールがやんややんやの大騒ぎになった。その瞬間迷うことなく転向を決め師匠の原田茂生のところへ行き「テノールになります」と伝えたという[2]。
- 2001年（平成13年）のウズベキスタン公演会場 国立ナヴォイ・オペラ・バレエ劇場は、第二次世界大戦後、抑留されていた約400人の日本兵捕虜が、2年間の強制労働によって建設し、1947年（昭和22年）に完成したものであった。詳細については、嶌信彦が『伝説となった日本兵捕虜』と題して2019年に加筆修正され出版されている[36]。公演当時、経種廉彦が山陰中央新報にコラムを寄稿しており、その文章が嶌のホームページに転載されている[36]。
- 死去前月の2014年（平成26年）6月19日[110]からの新国立劇場『鹿鳴館』久雄役の再演公演においても、最終舞台稽古まで精力的に参加し、公演初日の開演直前まで楽屋で出演準備をしていたが、無念の降板となったという[8]。
- 2014年（平成26年）7月23日の通夜と、24日に東京都立川市の立川会館白峯殿[111]で執り行われた告別式には、作曲家、指揮者、声楽家、演奏家、オペラや舞台関係者などが次々に弔問に訪れ、合わせて900人[91]を越える参列者が見送ったという。

## 主な受賞歴
- 1988年（昭和63年）イタリア声楽コンコルソ金賞

## 主な楽界・社会活動
- 2011年松江市の歌「作詞」「作曲」審査協力

## 主なディスコグラフィー
- CD 福島 復興・復活オペラプロジェクト オペラ『白虎』(作曲:加藤昌則/脚本:宮本益光)  指揮・芸術監督:佐藤正浩、オペラ白虎特別編成オーケストラ、飯沼貞吉:経種廉彦、飯沼貞雄:高橋啓三、西郷頼母:黒田博、西郷千重子:腰越満美 2014年01月31日 ALTUS[80]
- CD2枚組 別宮貞雄：歌劇『有間皇子（ありまのみこ）』（原作:福田恆存／台本 :松原正）指揮:若杉弘 有間皇子:福井敬、小足媛:大島洋子、間人大后:永井和子、蘇我臣赤兄:多田羅迪夫、大海人皇子:勝部太、塩屋連魚:鈴木寛一、中大兄皇子/守君大石:経種廉彦、中臣連鎌足/新田部連米麻呂:北村哲朗、蘇我臣日向/丹比小沢連國襲:志村文彦、物部朴井連鮪:小鉄和広、坂合部連藥:大久保光哉 新日本フィルハーモニー交響楽団 録音:2001年3月14日、東京 Bunkamura オーチャードホールライヴ カメラータ[112]
- DVD2枚組 三木稔 歌劇『愛怨』（世界初演）2006年2月19日 新国立劇場（ライヴ）指揮:大友直人、東京交響楽団、新国立劇場合唱団、合唱指揮:三澤洋史、琵琶:シズカ楊静、桜子･柳玲:釜洞祐子 、大野浄人:経種廉彦、玄照皇帝:星野淳、光貴妃:宇佐美瑠璃、阿部奈香麻呂=朝慶:田中誠、若草皇子:黒田博、台本:瀬戸内寂聴、演出:恵川智美 2011年06月22日 日本コロムビア[113][114]
- DVD2枚組 三木稔:歌劇『愛怨』全曲（世界初演）2008年05月21日 Denon Records クリエイティヴ・コア[115][114]

## 主な放送出演歴
- 2002年3月24日 テレビ朝日 題名のない音楽会21 『キム・ヨンジャのミュージカル』[114]
- 2003年7月6、13日 ニッポン放送 新日鉄コンサート『花形テノールの夜・7人の侍』経種廉彦、福井敬、大間知覚、星洋二、藤川泰影、望月哲也、水船桂太郎[116]
- 2003年11月30日 NHK 群馬交響楽団 定期400回記念公演 ハイビジョンクラシックスペシャル 歌劇『ファルスタッフ』[117]
- 2004年6月13日 テレビ朝日 題名のない音楽会21 『クラシック・ラブソングス』[114]
- 2006年2月8日 日本テレビ 深夜の音楽会 ワーグナー『さまよえるオランダ人』舵手 指揮:エド・デ・ワールト 演出:渡辺和子 読売日本交響楽団 他 東京文化会館大ホール 2005年11月2日ライヴ[118]
- 2006年11月8日 日本テレビ 深夜の音楽会 モーツァルト『フィガロの結婚』音楽教師ドン・バジリオ 指揮:マンフレート・ホーネック 演出:宮本亜門 読売日本交響楽団 他 オーチャードホール 2006年9月16日ライヴ[119]
- 2008年1月5日 NHK-FM放送『名曲リサイタル』トスティ歌曲他 ピアノ:御邊典一[117][120]
- 2009年1月16日 NHK 芸術劇場 新国立劇場 歌劇『トゥーランドット』[117]
- 2020年7月26日 NHK クラシック音楽館 日本のオーケストラ特集(2)きらめく おらが町のオーケストラ[117]
- DHCテレビ（WebTV）2002年 東京室内歌劇場34期第101回定期公演 ジャン・コクトー台本/ダリウス・ミヨー『哀れな水夫』水夫 指揮:佐藤功太郎 経種廉彦、岩井理花、堀野浩史、多田廉芳、新国立劇場小劇場[121]